# Masantol

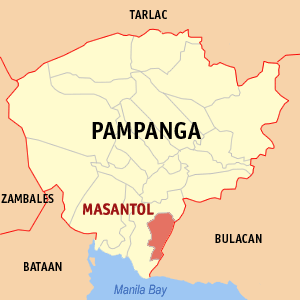
Bản đồ Pampanga với vị trí của Masantol

Masantol là một đô thị hạng 3 ở tỉnh Pampanga, Philippines. Theo điều tra dân số năm 2000, đô thị này có dân số 48.120 người trong 8.899 hộ.

## Barangay
Masantol được chia thành 26 barangay.
| - Alauli - Bagang - Balibago - Bebe Anac - Bebe Matua - Bulacus (Holy Rosary Parish) - Caingin San Agustin (San Agustine Parish) - Caingin Santa Monica - Cambasi - Malauli - Nigui - Palimpe - Puti | - Sagrada (Tibagin o Batung Dalig) - San Isidro Anac - San Isidro Matua (Poblacion) - San Nicolas (San Miguel Parish)(Poblacion) - San Pedro - Santa Cruz - Santa Lucia Matua - Santa Lucia Paguiaba - Santa Lucia Wakas - Santa Lucia Anac - Sapang Kawayan - Sua - Santo Niño |